# Jeanne du Barry (film)
Jeanne du Barry is een historische biografische Franse film uit 2023, geregisseerd, geschreven en geproduceerd door Maïwenn die zelf de hoofdrol speelt samen met Johnny Depp.

## Verhaal
Jeanne is een jonge vrouw uit de arbeidersklasse die hongerig is naar cultuur en plezier. Ze gebruikt haar intelligentie om op te klimmen op de sociale ladder. Ze wordt de lieveling van Lodewijk XV van Frankrijk die, zich niet bewust van haar status als courtisane, via haar weer zin in het leven krijgt. Ze worden smoorverliefd en, tegen alle fatsoen en etiquette in, verhuist Jeanne naar Versailles, waar haar komst aan het hof als een schandaal beschouwd wordt.

## Rolverdeling
| Acteur                                               | Personage                                          |
| ---------------------------------------------------- | -------------------------------------------------- |
| Maïwenn                                              | Jeanne du Barry                                    |
| Johnny Depp                                          | Lodewijk XV van Frankrijk                          |
| Benjamin Lavernhe                                    | Jean-Benjamin de La Borde                          |
| Pierre Richard                                       | 3e Hertog van Richelieu                            |
| Melvil Poupaud                                       | Graaf Guillaume du Barry                           |
| Pascal Greggory                                      | Hertog d'Aiguillon                                 |
| India Hair                                           | Adélaïde                                           |
| Noémie Lvovsky                                       | Gravin Anne de Noailles                            |
| Marianne Basler Erika Sainte                         | Anne Bécu jonge Anne                               |
| Robin Renucci                                        | Monsieur Roch-Claude Billard-Dumouceaux            |
| Suzanne de Baecque                                   | Victoire de France                                 |
| Capucine Valmary                                     | Louise de France                                   |
| Diego Le Fur                                         | de Dauphin van Frankrijk, toekomstige Lodewijk XVI |
| Pauline Pollmann                                     | Marie Antoinette                                   |
| Micha Lescot                                         | Florimond Claude                                   |
| Laura Le Velly                                       | Sophie de France                                   |
| Patrick d'Assumçao                                   | Etienne François de Choiseul                       |
| Ibrahim Yaffa (kind) en Djibril Djimo (tiener)       | Zamor                                              |
| Teddy Lussi-Modeste                                  | Dr. Germain Pichault de La Martinière              |
| Éric Denize                                          | Anne-Charles Lorry                                 |
| Raphaël Quenard                                      | Grootkamerheer van Frankrijk                       |
| Coralie Russier                                      | Béatrix de Choiseul-Stainville                     |
| Aurélie Vérillon                                     | Adélaïde Labille-Guiard                            |
| Luna Carpiaux (tiener) en Marie Bokillon (volwassen) | Élisabeth Vigée-Le Brun                            |

## Productie
Jeanne du Barry ging op 16 mei 2023 in première als openingsfilm op het Filmfestival van Cannes buiten competitie.